# Earina sigmoidea
Earina sigmoidea är en orkidéart som beskrevs av Tamotsu Hashimoto. Earina sigmoidea ingår i släktet Earina och familjen orkidéer.
Artens utbredningsområde är Vanuatu. Inga underarter finns listade i Catalogue of Life.